# Jürgen Goslar
Pour les articles homonymes, voir Goslar (homonymie).
Jürgen Goslar, né le 26 mars 1927 à Oldenbourg (république de Weimar) et mort le 5 octobre 2021 à Ainring (Bavière en Allemagne), est un acteur, réalisateur, metteur en scène, professeur d'art dramatique et artiste peintre ouest-allemand et allemand. Il a réalisé notamment deux films en Afrique du Sud durant l'Apartheid, Le Souffle de la mort (1975) et Trafiquants d'esclaves (1979).

## Filmographie

### Réalisateur
- 1962 : Das Mädchen und der Staatsanwalt
- 1962 : Liebling, ich muß dich erschießen (de)
- 1962 : Quatre-Vingt-Dix Minutes après minuit (de) (Neunzig Minuten nach Mitternacht)
- 1974 : Les vautours ne pardonnent pas (de) (… und die Nacht kennt kein Erbarmen / Vreemde Wêreld)
- 1975 : Le Souffle de la mort (Der flüsternde Tod / Albino)
- 1979 : Trafiquants d'esclaves (Die Sklavenjäger / Slavers)